# شان ماهان
شان ماهان (انگلیسی: Sean Mahon) بازیگر اهل ایرلند است. وی از سال ۲۰۰۲ میلادی تاکنون مشغول فعالیت بوده‌است.
از فیلم‌ها یا مجموعه‌های تلویزیونی که وی در آن‌ها نقش داشته‌است، می‌توان به هالک، اراگون، بازی منصفانه، سایه‌های سیاه، سی دقیقه پس از نیمه‌شب، فیلومنا، انتروپوید، آنجل، بخش فوریت‌های پزشکی، فرینج، جزر و مد و ایست‌اندرز اشاره نمود.